# 油小路隆彭
油小路 隆前（あぶらのこうじ たかゆき、宝暦9年（1759年）9月8日 - 寛政4年（1792年）10月8日）は、江戸時代中期の公卿。

## 官歴
- 明和3年（1766年）：従五位上
- 明和4年（1767年）：侍従
- 明和6年（1769年）：正五位下
- 明和8年（1770年）：左権少将
- 安永元年（1772年）：従四位下、筑前権介
- 安永4年（1775年）：左権中将
- 安永7年（1778年）：正四位下、
- 天明元年（1781年）：蔵人頭
- 天明5年（1785年）：左兵衛督、参議
- 天明6年（1786年）：従三位
- 天明7年（1787年）：近江権介
- 寛政元年（1789年）：正三位、権中納言
- 寛政3年（1791年）：踏歌節会外弁
- 寛政4年（1792年）：従二位

## 系譜
- 父：油小路隆前
- 母：高辻家長の娘